# جحر (العدين)

تعديل مصدري - تعديل

جحر محلة تابعة لقرية همدان، التابعة لعزلة بني عبد الله بمديرية العدين إحدى مديريات محافظة إب في الجمهورية اليمنية، بلغ تعداد سكانها 21 حسب تعداد اليمن لعام 2004.